# حاملة العجل

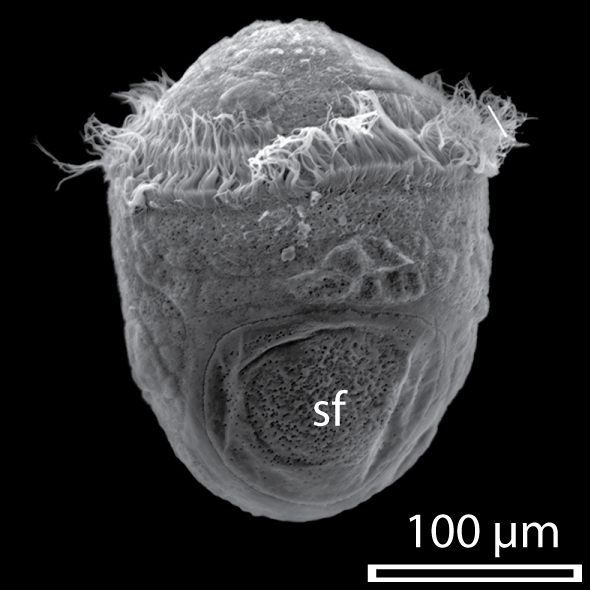

حاملة العجل (بالإنجليزية: Trochophore)‏، هي يرقة عوالق حرة السباحة. وهي تشبه المراحل اليرقية لكثير من الحلقيات البحرية والحيوانات حاملة العرف. تنتقل حاملة العجل عن طريق صف من الأهداب يحيط بمنتصف جسمها.